# Fansite
 (janvier 2024).
Si vous disposez d'ouvrages ou d'articles de référence ou si vous connaissez des sites web de qualité traitant du thème abordé ici, merci de compléter l'article en donnant les références utiles à sa vérifiabilité et en les liant à la section « Notes et références ».
Un fansite, un site de fans, un blog de fans ou une fanpage est un site Web créé et maintenu par un fan ou un passionné sur une célébrité, une chose ou un phénomène culturel particulier.
Les fansites peuvent proposer des informations spécialisées sur le sujet (par exemple, des listes d'épisodes, des biographies, des intrigues), des photos provenant de diverses sources, les dernières nouvelles liées à leur sujet, des téléchargements de médias, des liens vers d'autres fansites similaires et la possibilité de parler avec d'autres fans via des forums de discussion. Ils prennent souvent la forme d'un blog, mettant en avant les dernières actualités concernant le sujet des fansites. Ils incluent souvent des galeries de photos ou de vidéos sur le sujet et sont souvent affiliés à d'autres sites de fans.
Les fanlistings (liste de fan) sont un autre type courant de fansites non officiels, bien qu'ils soient beaucoup plus simples que les fansites généraux et sont simplement conçus pour répertorier les fans d'un certain sujet qui ont choisi de soumettre leurs noms (et parfois des liens vers leur page d'accueil). Beaucoup d'entre eux ne contiennent pas beaucoup d'informations sur le sujet, à l'exception d'une petite introduction. Ils sont généralement réalisés en pensant que les visiteurs ont déjà des connaissance sur le sujet.

## Histoire
À la fin des années 1990, des services gratuits tels que GeoCities, Tripod et AngelFire hébergeaient des dizaines de milliers de sites ou fanpage. En règle générale, les sites populaires ont ensuite migré vers des noms de domaine indépendants. Parfois, les fansites sont lancés avec un domaine indépendant au lieu d'un service gratuit. Ces amateurs, connus sous le nom de webmasters, ont lancé et construit des fansites autour de n'importe quel sujet, comme les franchises de jeux vidéo et les marques de divertissement (séries télévisées, films, groupes, acteurs). Presque tous les sites de fans disposaient d'un type de logiciel de forum, tel que vBulletin, phpBB ou Invision Power Board. Les fansites ont atteint leur apogée vers 2005 et, au début des années 2010, les groupes Facebook sont devenus une alternative populaire aux fansites indépendants.
Aujourd'hui on trouve de nombreux fansites sur le site Fandom.
Mais on trouve énormément de fanpages sur les réseaux sociaux tel que instagram ou tik tok ou les fans poste de nombreux edits, des montages vidéos consacré au sujet dont ils sont fans. Les fans on notamment des groupes de discussion sur instagram où ils peuvent parler entre eux.

## Motivations
Une étude suggère que les fansites non officiels sont souvent construits comme une alternative à l'approche «hard sell» des fansites officiels qui véhiculent des messages commerciaux. Un système de classification développé par Wann  décompose huit motivations de fandom. Ces motivations, en particulier ceux liés à l'affiliation à un groupe et à l'estime de soi, sont un facteur déterminant dans la création de fansites non officiels. Cela semble contribuer à accroître le comportement des fans.
Les recherches sur l'attraction interpersonnelle indiquent que les gens préfèrent généralement fréquenter des personnes qui leur ressemblent. Par exemple, les amateurs de sport satisfont ce besoin en assistant à des événements sportifs en personne. Dans le monde en ligne, les fans répondent à ce besoin en créant ou en participant à des fansites en ligne.
De nombreux fans préfèrent visiter des fansites non officiels pour obtenir des services liés aux fans, mais préfèrent toujours un fansite officiel comme principale source d'informations précises, car il offre l'affiliation la plus étroite avec le sujet lui-même.